# 辻原輝
辻原 輝（つじはら ひかる、2004年9月20日 - ）は、國學院大學文学部史学科に在学中の陸上競技選手である。藤沢翔陵高等学校出身。

## 経歴
中学から陸上を始めるが、目立った活躍は無かった。春の高校伊那駅伝に一度出走するも、2区区間18位だった。

### 大学時代
1年生では出雲駅伝、全日本大学駅伝対校選手権大会には出走しなかったが箱根駅伝でルーキーながら重要区間の4区に起用。区間4位の好走を見せた。2年生では三大駅伝初戦の出雲駅伝から出場。3区を走り、青学大・黒田朝日や駒澤大・山川拓馬と競り合い区間4位。チームは5区、上原琉翔が逆転しアンカーでキャプテンの平林清澄が逃げ切って5年ぶり2度目の優勝を果たした。全日本大学駅伝対校選手権大会でも3区を任され、2区・青木瑠郁から襷を受け区間3位・國學院大歴代1位の快走を見せ、順位を上げた。チームは出雲駅伝に続いて優勝を掴んだ。箱根駅伝では7区区間2位で大学記録を塗り替え順位を1つ上げた。チームは総合3位で史上6校目の大学駅伝三冠には届かなかった。2月の学生ハーフでは8位に入った。3月に万博開催記念で行われたEXPO駅伝では最終7区を走り区間4位。チームは3位・大学1位となった。

## 人物
父親は神奈川大学出身の辻原幸生であり、箱根駅伝を3度走った経験がある。2年時の第74回大会(1998年)では8区を走り、区間賞の活躍で総合優勝に貢献した。
地元は神奈川県二宮町で、本人も4区を走りイエゴン・ヴィンセント・キベットの1時間0分00秒を塗り替え区間新記録を出したいと公言している。

## 戦績・記録

### 大学三大駅伝戦績
| 学年               | 出雲駅伝                    | 全日本大学駅伝              | 箱根駅伝                          |
| ------------------ | --------------------------- | --------------------------- | --------------------------------- |
| 1年生 （2023年度） | 第35回 ー － ー 出場なし    | 第55回 ー － ー 出場なし    | 第100回 4区-区間4位 1時間01分59秒 |
| 2年生 （2024年度） | 第36回 3区-区間4位 24分12秒 | 第56回 3区-区間3位 33分59秒 | 第101回 7区-区間2位 1時間02分21秒 |